# Paragus borbonicus
Paragus borbonicus là một loài ruồi trong họ Ruồi giả ong (Syrphidae). Loài này được Macquart mô tả khoa học đầu tiên năm 1842. Paragus borbonicus phân bố ở vùng Châu Phi